# Giro de Itália Feminino de 2016
A 27.ª edição do Giro d'Italia Feminino disputou-se entre 1 e 10 de julho de 2016 com início em Gaiarine e final na cidade de Verbania em Itália. A corrida consistiu de um prólogo e 9 etapas sobre um percurso de 857,7 km.
A corrida fez parte do UCI WorldTour Feminino de 2016 como concorrência de categoria 2.wwT do calendário ciclístico de máximo nível mundial e foi vencida pela ciclista estadounidense Megan Guarnier da equipa Boels Dolmans. O pódio completaram-no a também estadounidense Evelyn Stevens do equipas Boels Dolmans e a ciclista neerlandesa Anna van der Breggen da equipa Rabo Liv Women.

## Equipas
| Equipes femininas profissionais (23)- Alé Cipollini - Aromitalia Vaiano - Astana Women's - BePink - Bizkaia-Durango - Boels Dolmans - BTC City Ljubljana - Canyon-SRAM Racing - Cylance - Hagens Berman-Supermint - Hitec Products - Inpa-Bianchi - Lensworld-Zannata - Liv-Plantur - Lointek - Lotto Soudal Ladies - Poitou-Charentes.Futuroscope.86 - Rabo Liv Women - SC Michela Fanini - Servetto Footon - Top Girls Fassa Bortolo - Wiggle High5 - Xirayas de San Luis |
| |

## Etapas
| Etapa   | Data    | Percurso                              | type                      | Distância (km) | Vencedor         | Líder geral    |
| ------- | ------- | ------------------------------------- | ------------------------- | -------------- | ---------------- | -------------- |
| Prólogo | 1 jul.  | Gaiarine – Gaiarine                   | prólogo                   | 2              | Leah Kirchmann   | Leah Kirchmann |
| 1       | 2 jul.  | Gaiarine – San Fior                   | etapa plana               | 104            | Giorgia Bronzini | Megan Guarnier |
| 2       | 3 jul.  | Tarcento – Montenars                  | média montanha            | 111,1          | Evelyn Stevens   | Evelyn Stevens |
| 3       | 4 jul.  | Montagnana – Lendinara                | etapa plana               | 120            | Chloe Hosking    | Evelyn Stevens |
| 4       | 5 jul.  | Costa Volpino – Lovere                | etapa plana               | 98,5           | Tiffany Cromwell | Evelyn Stevens |
| 5       | 6 jul.  | Grosio – Tirano                       | alta montanha             | 77,5           | Mara Abbott      | Mara Abbott    |
| 6       | 7 jul.  | Andora – Nostra Signora della Guardia | alta montanha             | 118,6          | Evelyn Stevens   | Megan Guarnier |
| 7       | 8 jul.  | Albisola Superiore – Varazze          | contrarrelógio individual | 21,9           | Evelyn Stevens   | Megan Guarnier |
| 8       | 9 jul.  | Rescaldina – Legnano                  | etapa plana               | 99,3           | Giorgia Bronzini | Megan Guarnier |
| 9       | 10 jul. | Verbania – Verbania                   | média montanha            | 104,8          | Thalita de Jong  | Megan Guarnier |

## Classificações finais
As classificações finalizaram da seguinte forma:

### Classificação geral(Maglia Rosa)
| \| Classificação geral \| Classificação geral \| Classificação geral \| Classificação geral \| Classificação geral \| \| Ciclista \| Ciclista \| Equipe \| Tempo \| \| \| ------------------- \| -------------------- \| ------------------- \| ------------------- \| ------------------- \| \| 1. \| Megan Guarnier \| Boels Dolmans \| 22h42m40s \| \| \| 2. \| Evelyn Stevens \| Boels Dolmans \| + 34s \| \| \| 3. \| Anna van der Breggen \| Rabo Liv Women \| + 1m53s \| \| \| 4. \| Claudia Lichtenberg \| Lotto Soudal Ladies \| + 2m33s \| \| \| 5. \| Mara Abbott \| Wiggle High5 \| + 2m38s \| \| \| 6. \| Tatiana Guderzo \| Hitec Products \| + 3m05s \| \| \| 7. \| Katarzyna Niewiadoma \| Rabo Liv Women \| + 6m48s \| \| \| 8. \| Leah Kirchmann \| Liv-Plantur \| + 15m17s \| \| \| 9. \| Alena Amialiusik \| Canyon-SRAM Racing \| + 16m18s \| \| \| 10. \| Ksenyia Tuhai \| BePink \| + 16m20s \| \| |                      |                     |           |
| |                      |                     |           |
| |                      |                     |           |
| Classificação geral |                      |                     |           |
| Ciclista | Ciclista             | Equipe              | Tempo     |
| 1. | Megan Guarnier       | Boels Dolmans       | 22h42m40s |
| 2. | Evelyn Stevens       | Boels Dolmans       | + 34s     |
| 3. | Anna van der Breggen | Rabo Liv Women      | + 1m53s   |
| 4. | Claudia Lichtenberg  | Lotto Soudal Ladies | + 2m33s   |
| 5. | Mara Abbott          | Wiggle High5        | + 2m38s   |
| 6. | Tatiana Guderzo      | Hitec Products      | + 3m05s   |
| 7. | Katarzyna Niewiadoma | Rabo Liv Women      | + 6m48s   |
| 8. | Leah Kirchmann       | Liv-Plantur         | + 15m17s  |
| 9. | Alena Amialiusik     | Canyon-SRAM Racing  | + 16m18s  |
| 10. | Ksenyia Tuhai        | BePink              | + 16m20s  |

### Classificação por pontos(Maglia Ciclamino)
| Classificação por pontos | Classificação por pontos  | Classificação por pontos | Classificação por pontos | Classificação por pontos |
| Ciclista                 | Ciclista                  | Equipe                   | Pontos                   |                          |
| ------------------------ | ------------------------- | ------------------------ | ------------------------ | ------------------------ |
| 1.                       | Megan Guarnier            | Boels Dolmans            | 60 pts                   |                          |
| 2.                       | Evelyn Stevens            | Boels Dolmans            | 52 pts                   |                          |
| 3.                       | Giorgia Bronzini          | Wiggle High5             | 40 pts                   |                          |
| 4.                       | Anna van der Breggen      | Rabo Liv Women           | 40 pts                   |                          |
| 5.                       | Katarzyna Niewiadoma      | Rabo Liv Women           | 35 pts                   |                          |
| 6.                       | Elisa Longo Borghini      | Wiggle High5             | 35 pts                   |                          |
| 7.                       | Maria Giulia Confalonieri | Lensworld-Zannata        | 32 pts                   |                          |
| 8.                       | Mara Abbott               | Wiggle High5             | 31 pts                   |                          |
| 9.                       | Thalita de Jong           | Rabo Liv Women           | 31 pts                   |                          |
| 10.                      | Leah Kirchmann            | Liv-Plantur              | 27 pts                   |                          |

### Classificação da montanha(Maglia Verde)
| Classificação da montanha | Classificação da montanha | Classificação da montanha | Classificação da montanha | Classificação da montanha |
| Ciclista                  | Ciclista                  | Equipe                    | Pontos                    |                           |
| ------------------------- | ------------------------- | ------------------------- | ------------------------- | ------------------------- |
| 1.                        | Elisa Longo Borghini      | Wiggle High5              | 42 pts                    |                           |
| 2.                        | Mara Abbott               | Wiggle High5              | 35 pts                    |                           |
| 3.                        | Evelyn Stevens            | Boels Dolmans             | 34 pts                    |                           |
| 4.                        | Katarzyna Niewiadoma      | Rabo Liv Women            | 31 pts                    |                           |
| 5.                        | Claudia Lichtenberg       | Lotto Soudal Ladies       | 18 pts                    |                           |
| 6.                        | Megan Guarnier            | Boels Dolmans             | 12 pts                    |                           |
| 7.                        | Ana Maria Covrig          | Inpa-Bianchi              | 8 pts                     |                           |
| 8.                        | Thalita de Jong           | Rabo Liv Women            | 7 pts                     |                           |
| 9.                        | Mónika Király             | SC Michela Fanini         | 5 pts                     |                           |
| 10.                       | Tatiana Guderzo           | Hitec Products            | 5 pts                     |                           |

### Classificação das jovens(Maglia Bianca)
| Classificação dos jovens | Classificação dos jovens | Classificação dos jovens | Classificação dos jovens | Classificação dos jovens |
| Ciclista                 | Ciclista                 | Equipe                   | Tempo                    |                          |
| ------------------------ | ------------------------ | ------------------------ | ------------------------ | ------------------------ |
| 1.                       | Katarzyna Niewiadoma     | Rabo Liv Women           | 22h49m28s                |                          |
| 2.                       | Ksenyia Tuhai            | BePink                   | + 9m32s                  |                          |
| 3.                       | Alice Maria Arzuffi      | Lensworld-Zannata        | + 20m44s                 |                          |
| 4.                       | Ana Maria Covrig         | Inpa-Bianchi             | + 30m36s                 |                          |
| 5.                       | Nicole Nesti             | Aromitalia Vaiano        | + 38m54s                 |                          |
| 6.                       | Eider Merino             | Lointek                  | + 39m16s                 |                          |
| 7.                       | Amalie Dideriksen        | Boels Dolmans            | + 42m55s                 |                          |
| 8.                       | Molly Weaver             | Liv-Plantur              | + 43m40s                 |                          |
| 9.                       | Asja Paladin             | Top Girls Fassa Bortolo  | + 45m45s                 |                          |
| 10.                      | Sofia Bertizzolo         | Astana Women's Team      | + 50m10s                 |                          |

## Evolução das classificações
| Etapa                 | Vencedora             | Classificação geral | Classificação por pontos | Classificação da montanha | Classificação das jovens | Classificação da melhor italiana |
| --------------------- | --------------------- | ------------------- | ------------------------ | ------------------------- | ------------------------ | -------------------------------- |
| Prólogo               | Leah Kirchmann        | Leah Kirchmann      | Leah Kirchmann           | não entregado             | Katarzyna Niewiadoma     | Barbara Guarischi                |
| 1.ª                   | Giorgia Bronzini      | Megan Guarnier      | Megan Guarnier           | Elisa Longo Borghini      | Katarzyna Niewiadoma     | Giorgia Bronzini                 |
| 2.ª                   | Evelyn Stevens        | Evelyn Stevens      | Megan Guarnier           | Evelyn Stevens            | Katarzyna Niewiadoma     | Elisa Longo Borghini             |
| 3.ª                   | Chloe Hosking         | Evelyn Stevens      | Megan Guarnier           | Elisa Longo Borghini      | Katarzyna Niewiadoma     | Elisa Longo Borghini             |
| 4.ª                   | Tiffany Cromwell      | Evelyn Stevens      | Megan Guarnier           | Elisa Longo Borghini      | Katarzyna Niewiadoma     | Elisa Longo Borghini             |
| 5.ª                   | Mara Abbott           | Mara Abbott         | Megan Guarnier           | Elisa Longo Borghini      | Katarzyna Niewiadoma     | Elisa Longo Borghini             |
| 6.ª                   | Evelyn Stevens        | Megan Guarnier      | Megan Guarnier           | Elisa Longo Borghini      | Katarzyna Niewiadoma     | Tatiana Guderzo                  |
| 7.ª                   | Evelyn Stevens        | Megan Guarnier      | Megan Guarnier           | Elisa Longo Borghini      | Katarzyna Niewiadoma     | Tatiana Guderzo                  |
| 8.ª                   | Giorgia Bronzini      | Megan Guarnier      | Megan Guarnier           | Elisa Longo Borghini      | Katarzyna Niewiadoma     | Tatiana Guderzo                  |
| 9.ª                   | Thalita de Jong       | Megan Guarnier      | Megan Guarnier           | Elisa Longo Borghini      | Katarzyna Niewiadoma     | Tatiana Guderzo                  |
| Classificações finais | Classificações finais | Megan Guarnier      | Megan Guarnier           | Elisa Longo Borghini      | Katarzyna Niewiadoma     | Tatiana Guderzo                  |

## UCI WorldTour Feminino
O Giro de Itália Feminino outorga pontos para o UCI WorldTour Feminino de 2016, incluindo a todas as corredoras das equipas nas categorias UCI Team Feminino. As seguintes tabelas mostram o barómetro de pontuação e as 10 corredoras que obtiveram mais pontos:
| Posição             | 1.ª | 2.ª | 3.ª | 4.ª | 5.ª | 6.ª | 7.ª | 8.ª | 9.ª | 10.ª | 11.ª | 12.ª | 13.ª | 14.ª | 15.ª | 16.ª | 17.ª | 18.ª | 19.ª | 20.ª |
| Classificação geral | 120 | 100 | 85  | 70  | 60  | 50  | 40  | 35  | 30  | 25   | 20   | 18   | 16   | 14   | 12   | 10   | 8    | 6    | 4    | 2    |
| Por etapa           | 25  | 20  | 18  | 16  | 14  | 12  | 10  | 8   | 6   | 4    |      |      |      |      |      |      |      |      |      |      |
| Líder               | 6   |     |     |     |     |     |     |     |     |      |      |      |      |      |      |      |      |      |      |      |

| Classificação | Classificação        | Classificação       | Classificação | Classificação | Classificação | Classificação |
| Posição       | Ciclista             | Equipa              | Geral         | Etapa         | Líder         | Total         |
| ------------- | -------------------- | ------------------- | ------------- | ------------- | ------------- | ------------- |
| 1.ª           | Megan Guarnier       | Boels Dolmans       | 120           | 114           | 24            | 258           |
| 2.ª           | Evelyn Stevens       | Boels Dolmans       | 100           | 70            | 18            | 188           |
| 3.ª           | Anna van der Breggen | Raboliv Women       | 85            | 72            | -             | 157           |
| 4.ª           | Claudia Häusler      | Lotto Soudal Ladies | 70            | 44            | -             | 114           |
| 5.ª           | Mara Abbott          | Wiggle High5        | 60            | 45            | 6             | 111           |
| 6.ª           | Katarzyna Niewiadoma | Raboliv Women       | 40            | 58            | -             | 98            |
| 7.ª           | Leah Kirchmann       | Liv-Plantur         | 35            | 57            | 6             | 98            |
| 8.ª           | Tatiana Guderzo      | Hitec Products      | 50            | 46            | -             | 96            |
| 9.ª           | Giorgia Bronzini     | Wiggle High5        | -             | 86            | -             | 86            |
| 10.ª          | Thalita de Jong      | Raboliv Women       | 4             | 63            | -             | 67            |